# 拉杰·巴夫萨尔
拉杰·巴夫萨尔（Raj Bhavsar，1980年9月7日—）是一名美国男子体操运动员。他曾参加2008年夏季奥林匹克运动会，最终获得男子团体项目铜牌。除此之外他还获得过两枚世锦赛奖牌。